# Conselheiro Mairinck
Conselheiro Mairinck è un comune del Brasile nello Stato del Paraná, parte della mesoregione del Norte Pioneiro Paranaense e della microregione di Ibaiti.